# Plagigeyeria pseudocostellina
Plagigeyeria pseudocostellina – gatunek ślimaka z rzędu Littorinimorpha i rodziny źródlarkowatych.
Gatunek ten opisany został po raz pierwszy w 2020 roku przez Jozefa Grego. Jako miejsce typowe wskazano źródła na lewym brzegu rzeki Buny, w Blagaju, w Mieście Mostarze w Bośni i Hercegowinie. Epitet gatunkowy pochodzi od podobnego pod względem budowy muszli gatunku Costellina turrita.
Ślimak ten osiąga do około 2,3 mm wysokości i do około 1,6 mm szerokości muszli, której barwa jest przejrzyście mlecznożółtawo-rogowa. Na skrętkę muszli składa się 5 wypukłych skrętów oddzielonych mocno wgłębionymi szwami. Na powierzchni muszli występują liczne, gęsto rozmieszczone, blaszkowate żeberka. Szczyt muszli jest tępo wyokrąglony. Dołek osiowy ma formę otwartą. Kształt ujścia muszli jest podługowato-owalny do zaokrąglonego. Tępa perystoma odwinięta jest dozewnętrznie wzdłuż krawędzi ujścia. W widoku nasadowym ujście wystaje w stopniu lekkim do wyraźnego.
Gatunek ten jest endemitem Bośni i Hercegowiny, znanym wyłącznie z miejsca typowego. Mięczak ten zasiedla bentos. Należy do zdrapywaczy żerujących na peryfitonie.